# Rockstar Advanced Game Engine
Rockstar Advanced Game Engine (RAGE) là một game engine được phát triển bởi RAGE Technology Group tại trụ sở của nhà phát triển game Rockstar San Diego cùng sự giúp đỡ của các studio Rockstar khác. Bộ engine đã được sử dụng trên nhiều hệ máy như Microsoft Windows, Nintendo Wii, PlayStation 3, PlayStation 4, Xbox 360 và Xbox One. RAGE ban đầu được tạo nên từ engine Angel phát triển bởi Angel Studios (nay là Rockstar San Diego) để dùng cho các phiên bản console thế hệ thứ sáu của dòng game Midnight Club và các game khác của Rockstar San Diego.
Rockstar đã tích hợp một vài phần mềm khác vào RAGE như sản phẩm độc quyền mô phỏng chuyển động animation Euphoria và hệ thống vật lý mã nguồn mở Bullet.
Trước khi có RAGE, Rockstar thường xuyên sử dụng engine RenderWare của Criterion Games để phát triển nhiều tựa game, bao gồm các phiên bản Grand Theft Auto trên hệ máy PlayStation 2, Xbox, và Microsoft Windows.
Kể từ Max Payne 3, bộ engine này hỗ trợ DirectX 11 và bộ lọc lập thể 3D trên hệ máy PC.
Phiên bản sắp tới "Grand Theft Auto V" trên PlayStation 4 và Xbox One sẽ là tựa game đầu tiên hỗ trợ hệ console thứ tám có sử dụng RAGE.

RAGE Technology Group logo

## Các game sử dụng RAGE
| Tên                                                                                        | Năm phát hành | Hệ máy                                                              | Nhà phát triển                        |
| ------------------------------------------------------------------------------------------ | ------------- | ------------------------------------------------------------------- | ------------------------------------- |
| Rockstar Games Presents Table Tennis                                                       | 2006          | Wii, Xbox 360                                                       | Rockstar San Diego                    |
| Grand Theft Auto IV                                                                        | 2008          | Microsoft Windows, PlayStation 3, Xbox 360                          | Rockstar North, Rockstar Toronto (PC) |
| Midnight Club: Los Angeles                                                                 | 2008          | PlayStation 3, Xbox 360                                             | Rockstar San Diego                    |
| Grand Theft Auto: Episodes from Liberty City (The Lost and Damned, The Ballad of Gay Tony) | 2009          | Microsoft Windows, PlayStation 3, Xbox 360                          | Rockstar North, Rockstar Toronto (PC) |
| Red Dead Redemption                                                                        | 2010          | PlayStation 3, Xbox 360                                             | Rockstar San Diego, Rockstar North    |
| Red Dead Redemption: Undead Nightmare                                                      | 2010          | PlayStation 3, Xbox 360                                             | Rockstar San Diego, Rockstar North    |
| Max Payne 3                                                                                | 2012          | Microsoft Windows, PlayStation 3, Xbox 360, OS X                    | Rockstar Vancouver, Rockstar Studios  |
| Grand Theft Auto V                                                                         | 2013/2014     | Microsoft Windows, PlayStation 3, PlayStation 4, Xbox 360, Xbox One | Rockstar North                        |
| Red Dead Redemption 2                                                                      | 2018          | PlayStation 4, Xbox One, Microsoft Windows                          | Rockstar San Diego, Rockstar North    |